# Pioltello
Pioltello es un municipio de 32.337 habitantes de la provincia de Milán, Italia.

## Evolución demográfica
| Gráfica de evolución demográfica de Pioltello entre 1861 y 2001 |
|                                                                 |
| Fuente ISTAT - elaboración gráfica de Wikipedia                 |

## Historia
El municipio actual de Pioltello nació en el 1870, cuando el Gobierno unió los dos municipios de Pioltello y de Limito.

## Lugares de interés
A pesar de su fuerte urbanización, Pioltello tiene tres parques importantes: el "Parco delle Cascine", el "Parco di Trenzanesio" y sobre todo el Bosque de la Besozza, importante ejemplo de forestación urbana realizada gracias a fondos de la Región Lombardía.

## Transportes

### Aeropuerto
El aeropuerto más cercano es el de Linate.

### Conexiones viales
La conexión vial principal es la autopista A4 Turín-Milán–Venecia-Trieste.

### Conexiones ferroviarias
En Pioltello hay una estación de ferrocarril de la línea ferrica (Milán)-Brescia-Verona-(Venecia).